# Sínodo de Carpentras (527)
El Concilio de Carpentras (Concilium Carpentoractense) fue un concilio eclesiástico celebrado en la ciudad de Carpentras, actual Francia, que comenzó el 6 de noviembre de 527, bajo el pontificado de Felix IV y el reinado del monarca ostrogodo Atalarico.

## Historia
El concilio fue convocado y presidido por san Cesáreo de Arlés y reunió a 16 obispos: Cesáreo, Cipriano, Constantino, Porciano, Galicano, Alecio, Heraclio,  Principio, Contumelioso, Julián, Filagrio, Eucirio, Próspero, Uranio, Lopertiano, Vindimialio.
Se ordenó que las oblaciones y donaciones hechas a las parroquias se destinaran íntegramente a las reparaciones y al mantenimiento del clero que las servía, en el caso de que la iglesia catedral fuera lo suficientemente rica. En el caso de que el obispado no tuviera ingresos suficientes para los gastos necesarios, dejaría a las parroquias sus ingresos para el mantenimiento del clero y las reparaciones de las iglesias, tomando solamente el excedente. 
Los obispos anunciaron un concilio en Vaison para el año siguiente el mismo día, pero no se reunió hasta dos años después. Agrecio, obispo de Antibes, fue suspendido durante un año de la celebración de los oficios, porque había ordenado a un sacerdote llamado Potadio contra los cánones y se había negado a participar en el concilio de Carpentras, habiendo sido invitado a asistir. Se le remitió una carta sinodal del concilio al respecto.
Es importante señalar que san Cesáreo y Contumelioso, obispo de Riez, asumieron la calificación de pecadores, suscribiendo la sentencia dictada contra Agrecio, mientras que todos los demás se autodenominaron solamente obispos. Contumelioso se enfrentaría a un proceso por malversación en el Sínodo de Marsella (533).